# Wilhelm Goldmann (Politiker, 1792)
Wilhelm Christian Georg Goldmann (* 19. Mai 1792 in Grünberg; † 23. Januar 1873 in Darmstadt) war ein deutscher Verwaltungsbeamter, Politiker im Großherzogtum Hessen, Abgeordneter und zeitweilig Präsident der Zweiten Kammer der Landstände des Großherzogtums Hessen.

## Familie
Wilhelm Goldmann war der Sohn des fürstlichen Amtmanns und Amtsschultheißen Philipp Theodor Goldmann (1747–1812) und dessen Ehefrau Susanne Elisabethe, geborene Menzler (1755–1818). Goldmann, evangelisch, heiratete Wilhelmine Luise, geborene von Zangen (1794–1872). Der gemeinsame Sohn Theodor Goldmann wurde Provinzialdirektor, nacheinander in allen drei Provinzen des Großherzogtums.

## Karriere
Wilhelm Goldmann war ab 1823 Oberfinanzkammer-Assistent, wurde 1827 Oberfinanzrat und wechselte 1833 als zweiter Geheimer Sekretär mit dem Titel eines Regierungsrats in das Ministerium des Inneren und der Justiz. 1838 wurde er Geheimer Regierungsrat. Ab 1841 war er Direktor des Administrations-, des Justiz- und des Lehnhofs. 1853 wurde er geheimer Rat und erster Rat im Finanzministerium und 1861 Obermedizinaldirektor, bevor er 1873 pensioniert wurde.

## Politik
Von 1826 bis 1841, 1851 bis 1856 und erneut 1863 bis 1866 gehörte er der Zweiten Kammer der Landstände an. Er wurde zunächst für den Wahlbezirk Oberhessen 8/Grünberg, dann für den Wahlbezirk Starkenburg 10/Köng und zuletzt im Wahlbezirk Starkenburg 5/Dieburg gewählt. In den Ständen vertrat er zunächst konservative, dann liberal-konservative Positionen. 1851 bis 1856 war er Präsident der Zweiten Kammer der Landstände.